# Шестаков Аркадій Миколайович
Аркадій Миколайович Шестаков (6 лютого 1939 - квітень 2002) — український державний і політичний діяч.

## Біографія
Народився 6 лютого 1939 року.
З 1977 по 1983 рр. — директор об'єднання «Атлантика».
На квітень 1990 рр. — керівник тимчасового творчого колективу зі створення тунцеловної сейнерної флотилії БПО «Південриба».
З квітня 1990 по лютий 1991 рр. — голова виконкому Севастопольської міської Ради народних депутатів.
З квітня 1992 по листопад 1994 рр. — Голова Державного комітету рибного господарства України.
Президент Морської товарної біржі місто Севастополь. Член Всеукраїнського об'єднання «Батьківщина».
Шестаков помер у квітні 2002 року.

## Джерело
- Укррегіони [Архівовано 12 жовтня 2011 у Wayback Machine.]

| українська персоналія | Це незавершена стаття про особу, що має стосунок до України. Ви можете допомогти проєкту, виправивши або дописавши її. |

1. ↑  ШЕСТАКОВ АРКАДИЙ НИКОЛАЕВИЧ. politika-crimea.ru. Процитовано 27 серпня 2024.